# Превземане на Голямата джамия
Превземането на Голямата джамия се състои от 20 ноември до 4 декември 1979 г., когато ислямистки бунтовници, призоваващи за свалянето на Саудитската династия превземат джамията Масджид ал-Харам (Кааба) в Мека, Саудитска Арабия. Бунтовниците обявяват, че техният лидер Мохамед ал-Кахтани е махди (избавител на исляма) и призовават мюсюлманите да му се подчиняват.
Превземането на най-свещената джамия на исляма, вземането на заложници сред поклонниците и смъртта на стотици бунтовници, сили за сигурност и заложници в последвалите битки за контрол над джамията шокират ислямския свят. Обсадата приключва две седмици след превземането. След атаката Саудитска Арабия налага по-суров ислямски закон.

- Пушек се издига от Голямата джамия след атаката срещу галерията Марва-Сафа
- Саудитски войници се бият в подземието на Кааба под Голямата джамия в Мека